# Larry Sitsky
Lazar (Larry) Sitsky (født 10. september 1934 i Tianjin, Kina) er en australsk komponist, pianist, professor og lærer.
Sitsky studerede komposition og klaver på New South Wales Musikkonservatorium i Sydney. Han har skrevet to symfonier, orkesterværker, kammermusik, operaer, balletmusik, koncertmusik, vokalværker og instrumental musik etc.
Underviste som professor i klaver og komposition på bl.a. Canberra School of Music , og Australian National University i Canberra.

## Udvalgte værker
- Symfoni "Den Mørke Tilflugt" (1964) - for 10 musikere
- Symfoni - (i fire satser) (2001) - for orkester
- Klaverkoncert (1991 rev. 1994) - for klaver og orkester
- Orkesterkoncert (1984) - for orkester